# 埃罗姆
埃罗姆（法語：Érôme，法語發音：[eʁom]）是法国德龙省的一个市镇，属于瓦朗斯区。

## 地理
埃罗姆（45°7'12"N, 4°49'16"E）面积7.33 平方千米，位于法国奥弗涅-罗讷-阿尔卑斯大区德龙省，该省份为法国东南部内陆省份，北起顺时针与伊泽尔省、上阿尔卑斯省、上普罗旺斯阿尔卑斯省、沃克吕兹省和阿尔代什省接壤。
与埃罗姆接壤的市镇（或旧市镇、城区）包括：维永、尚特梅勒莱布莱、克罗兹埃尔米塔日、拉尔纳日、蓬萨、圣巴泰勒米-德瓦尔斯、罗讷河畔塞尔沃、热尔旺。

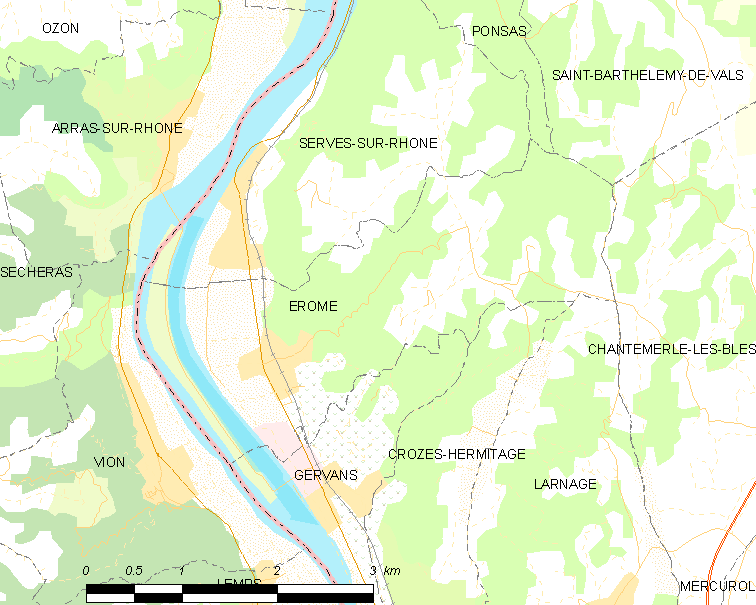
埃罗姆的OSM定位图

埃罗姆的时区为UTC+01:00、UTC+02:00（夏令时）。

## 行政
埃罗姆的邮政编码为26600，INSEE市镇编码为26119。

## 政治
埃罗姆所属的省级选区为坦莱尔米塔日县。

## 人口

1962-2008年间埃罗姆人口变化图示

埃罗姆于2022年1月1日时的人口数量为835人。